# Eisenhammer Weida

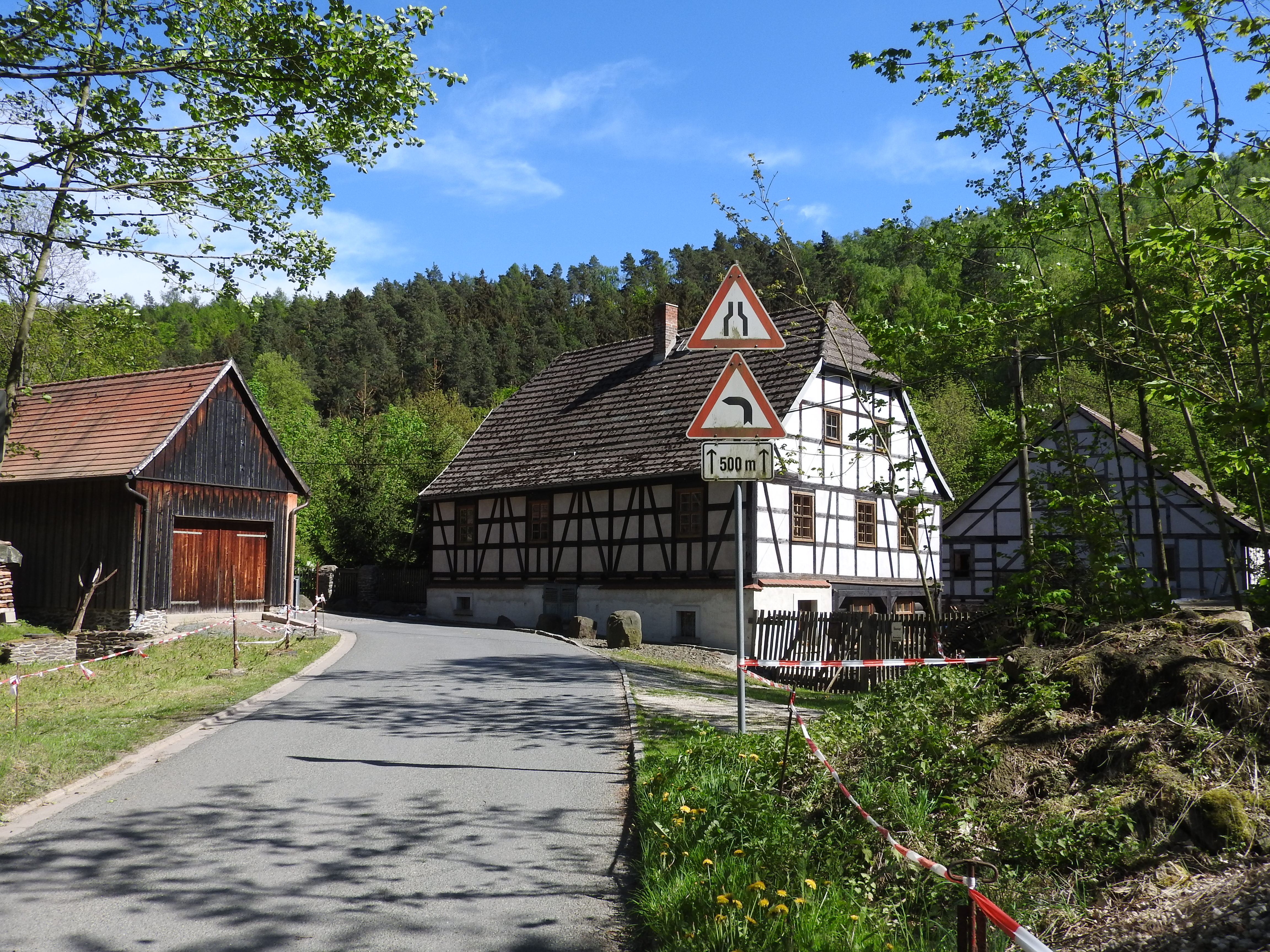
Gebäude des Eisenhammers

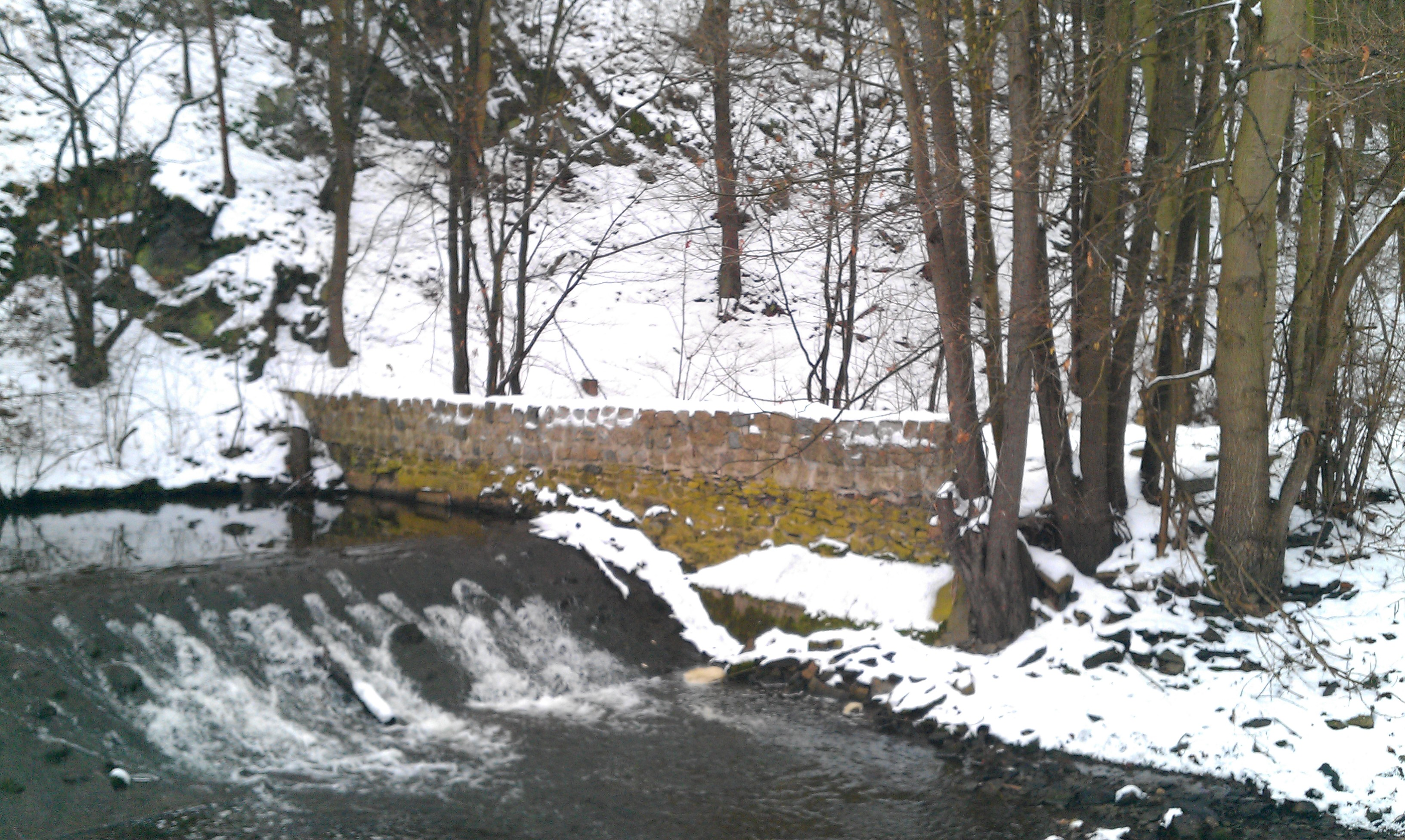
Einlauf zum Wehr des Eisenhammers

Der Eisenhammer Weida ist das älteste noch funktionstüchtige Hammerwerk Thüringens. Der Eisenhammer liegt an der Auma im Weidaer Ortsteil Liebsdorf, knapp unterhalb der Staumauer der Aumatalsperre.

## Geschichte
Ab 1770 sind erste Bemühungen zum Bau eines Hammerwerkes an dieser Stelle bekannt. Der Eisenhammer wurde unter Nutzung eines vorhandenen Wehres, welches der Bewässerung der Liebsdorfer Schafswiesen diente, errichtet. Um die Wasserkraft besser nutzen zu können, wurde das Gebäude ähnlich einem Keller in das Erdreich eingegraben. Dadurch wurde eine Fallhöhe von 2,70 m für die zwei oberschlächtigen Wasserräder erreicht.
Zu früherer Zeit wurden Teile für andere Mühlen, Hämmer, Wagenteile, Reifen, Beschläge, Ambosse, Richtplatten, Wagenachsen und – meist im Sommer bei niedrigem Wasserstand – Schmiedenägel hergestellt.
Weit über Weida hinaus bekannt wurden die Glockenklöppel aus dem Eisenhammer; einige sollen bis zu vier Zentner gewogen haben. Diese Klöppel befinden sich noch heute im Naumburger Dom, im Dom zu Erfurt, in Magdeburg und sogar in Köln sowie in der Erlöserkirche in Jerusalem.
1921 wurde der Schmiedebetrieb eingestellt.

## Heute
Nach 1990 wurde mit der Sanierung des Technischen Schaudenkmals begonnen. Mit Hilfe der Denkmalpflege wurden bereits folgende Arbeiten realisiert: Erneuerung der Dacheindeckung und des Dachstuhls, Instandsetzung des Mühlgrabens und Neubau zweier Wehre sowie die Sanierung der Ostwand.
Diese Sanierungsmaßnahmen finden unter Aufsicht eines Architekten, eines Statikers und eines Geologen statt. Der Eisenhammer befindet sich seit 1990 wieder in Privatbesitz.